# Maija Tiruma
Maija Tiruma (née le 28 novembre 1983 à Riga) est une ancienne lugeuse lettonne ayant pratiqué au haut niveau de 2000 à 2013 .

## Carrière
Elle a gagné la médaille d'or dans l'épreuve par équipes des Championnats d'Europe en 2008. 
Elle remporte également deux médailles de bronze dans les épreuves par équipes aux Championnats du monde de 2008 et de 2009.
Elle a également participé à trois éditions des Jeux olympiques, à Salt Lake City en 2002, Turin en 2006 et Vancouver en 2010, son meilleur classement restant sa septième place dans l'épreuve individuelle à Vancouver en 2010. 
En Coupe du monde, elle est montée une fois individuellement sur le podium en février 2008 à Sigulda devant son public.
Elle s'est retirée de la compétition en 2013.
Depuis le début de la saison 2013-2014, elle est la nouvelle coach du club de bobsleigh, luge et skeleton de la Plagne en France.

## Source
- (en) Cet article est partiellement ou en totalité issu de l’article de Wikipédia en anglais intitulé « Maija Tīruma » (voir la liste des auteurs).